# ストライプペポ
ストライプペポ（英語: Stripe pepo）はペポカボチャの品種。北海道農業研究センターが育成した品種である。

## 概要
カボチャは果肉を食するものであるが、ストライプペポは種を食べるために開発された品種である。カボチャ種子（パンプキンシード）は食用のほかにパンプキンシードオイルを採取するのに利用されている。
一般的にカボチャの種は硬い殻に覆われており、種を食することはあっても加工に手間がかかるため普及しなかった。ストライプペポには殻が無く、炒めればナッツのように食することができる。また、種の量も多い。
ただし、一般的なペポカボチャと同様に、果肉部分の甘みが弱く、水分が多くてべちゃべちゃした食感をしている。

## 開発の経緯
日本では、菓子類のトッピング素材などに用いるカボチャ種子の需要が伸びていたが、カボチャ種子の多くは日本国外からの輸入によってまかなわれていたため、食の安全の観点からも日本国内産のカボチャ種子の供給が望まれていた。
日本で栽培されているほとんどのカボチャ品種の種子には厚い殻があり、この殻を剥く作業に費用と時間を要するため、これが価格に転嫁されて低価格のカボチャ種子は実現できずにいた。しかしながら、ペポカボチャの中には「ハルレスシード（Hull-less seed）タイプ」と呼ばれる殻の無い系統、品種も存在する。こういったハルレスシードタイプを用いれば殻むきにかかる費用がカットできるわけではあるが、既存のハルレスシードタイプの系統には種子の収量性や栽培性が劣っているという問題もあった。
そこで、種子収量が多いハルレスシードタイプ品種を育成を目標として開発が始まった。
2001年度（平成13年度）よりハルレスシードタイプの既存品種から選抜を行い、2008年度（平成20年度）に「豊平1号」と早生で株元に果実が付きやすい「豊平2号」の育成を行った。これらを交配した後代を調査すると、既存の食用種子カボチャ品種と比べ、種子が多収で株元に果実が付きやすいことが認められたので、品種名を「ストライプペポ」として品種登録出願を行った。
試験栽培は北海道和寒町で2010年に行われている。試験栽培を行った北海道立総合研究機構農業研究本部上川農業試験場では、2012年から2014年にかけてストライプペポの定植時期や収穫適期、普及性の高い栽植様式といった栽培方法を確立するとともに、収穫後に1次加工を行うまでの果実保管方法の研究を和寒町農業活性化センターと共同で行った。
2012年7月19日に公表され、2014年2月27日に登録番号23042として登録された（満了日は2039年2月27日）。

## 和寒町
上述のようにストライプペポの試験栽培は北海道和寒町で行われたわけであるが、栽培方法も確立していない状況であり、生産から種子の採取、加工から販売までの体制を確立
する必要があった。上川総合振興局では産地化に向けてのチーム設立が行われた。和寒町は作付面積日本一を誇るカボチャ（セイヨウカボチャ）の産地で、「越冬キャベツ」も特産品であるが、これらに次ぐ第3の特産品にすべく農業活性化センターが中心となり、和寒町役場産業振興課、和寒町商工会、JA北ひびき和寒基幹支所、わっさむファクトリーとで「地域特産品振興協議会」が設立された。
2021年時点での和寒町におけるストライプペポの作付面積は10ヘクタールで、生産量は約6トンである。
2013年9月に、和寒町の企業化支援事業補助金3000万円を活用して、ストライプペポの生産者である平崎徹を代表取締役として「和寒シーズ」が設立される。ストライプペポの果実からの種子の採取、加工および販売のための企業である。和寒町のストライプペポ生産者（契約農家）が生産したストライプペポは、和寒シーズが全量を買い取る。
和寒シーズでは、「ペポナッツ」という製品を開発し、2014年より販売を行っている。製品を販売する北海道どさんこプラザ札幌店では、農産商品販売上位を記録したこともある。ボンタイム北海道（千歳市の洋菓子工場）ではペポナッツをトッピングした「ペポたると」を2015年より販売している。続いて、和寒町の老舗菓子店フタバ屋からペポナッツを用いたスイーツが、わっさむファクトリーからはペポナッツから抽出した「ペポナッツオイル」の販売が行われている。この他、種子周りのワタを乾燥・焙煎をした「ペポティ」という名称の茶外茶が開発され、ティーパックの販売も行われた。
ペポナッツには鉄と亜鉛の含有量が多く、豚や鶏のレバーに匹敵する量が含まれていることから、健康食品として販売することも検討されており、藤女子大学にて種子の機能性や栄養性、効能について研究が進められている。